# Bola Rebola
"Bola Rebola" é uma canção gravada pelo duo brasileiro Tropkillaz, o artista musical colombiano J Balvin e a artista musical brasileira Anitta com participação de Zaac. A faixa foi lançada em 22 de fevereiro de 2019, no mesmo dia em que seu vídeo musical foi disponibilizado, o qual fora dirigido por Lula Carvalho e gravado em Salvador no final do mês anterior, contando com as participações de Léo Kret e Cumpadre Washington.

## Antecedentes e lançamento
"[A música é] realmente representativa da música brasileira / baile funk e mostra que nossa cultura pode cruzar com diferentes gêneros"

Tropkillaz falando sobre a música para a Revista Complex.
Em dezembro de 2017, a artista brasileira Anitta lançou "Vai Malandra", uma colaboração funk carioca com Maejor, Tropkillaz, Zaac e DJ Yuri Martins como a conclusão de seu projeto Check Mate. A música se tornou instantaneamente um sucesso, recebendo mais de um milhão de reproduções no Spotify em seu primeiro dia de lançamento e quebrando o recorde de mais streams recebidos em um dia no Brasil - realizado anteriormente por "Look What You Made Me Do" de Taylor Swift. Em seu segundo dia de lançamento, a música foi tocada mais de dois milhões de vezes, superando mais uma vez o recorde da música mais transmitida em um dia no Brasil. Devido à quantidade de transmissões recebidas em seus primeiros dias de lançamento, a música estreou no Top 50 do Spotify e se tornou a primeira música em português a chegar no top 20 desse gráfico em 20 de dezembro de 2017.
Em 2019, Tropkillaz anunciou uma nova colaboração com Anitta e Zaac intitulada "Bola Rebola", que também apresentararia o artista colombiano J Balvin. De acordo com Tropkillaz, Anitta contatou Balvin e perguntou se ele iria se juntar à música, ao que ele aceitou. O duo pretendia lançar a música a tempo para o Carnaval de 2019 para que pudesse se tornar "o hino do carnaval". A música instantaneamente se tornou um sucesso e foi a música mais transmitida no Spotify no Brasil por mais de 30 dias.

## Lista de faixas
Download digital
1. "Bola Rebola" – 3:13

## Prêmios e indicações
| Ano  | Prêmio                                | Categoria       | Resultado |
| ---- | ------------------------------------- | --------------- | --------- |
| 2019 | MTV Millennial Awards Brasil          | Hino do Ano     | Venceu    |
| 2019 | Prêmio Multishow de Música Brasileira | Música Chiclete | Indicado  |

## Créditos e equipe
- Vocais – J Balvin, Anitta, Zaac
- Composição – Tropkillaz, Anitta, J Balvin, Isaac Daniel Junior, Hailey Leane Collier & Jazelle Paris Rodriguez
- Produção – Tropkillaz

## Desempenho nas tabelas musicais
| País — Tabela musical (2019)                 | Posição de pico |
| -------------------------------------------- | --------------- |
| Bolívia (Monitor Latino)                     | 16              |
| Brasil (Pro-Música Streaming)                | 1               |
| Colômbia (National-Report)                   | 92              |
| Estados Unidos (Billboard Social 50)         | 12              |
| Honduras (Monitor Latino)                    | 12              |
| Nicarágua (Monitor Latino)                   | 1               |
| Portugal (Associação Fonográfica Portuguesa) | 12              |
| Portugal (Billboard Portugal Digital Songs)  | 3               |
| Venezuela (National Report)                  | 4               |

## Vendas e certificações
| Região                                                       | Certificação | Vendas  |
| ------------------------------------------------------------ | ------------ | ------- |
| Estados Unidos (RIAA)                                        | Platina      | 60,000‡ |
| ‡vendas+valores de streaming baseados apenas na certificação |              |         |